# Clodoveo Bonazzi
Clodoveo Bonazzi (Castel Maggiore, 13 maggio 1890 – Bologna, 8 settembre 1955) è stato un sindacalista italiano.
Nel primo dopoguerra fu, insieme ad Armando Borghi, uno dei massimi esponenti del sindacalismo anarchico bolognese.

## Biografia
Figlio di un operaio, abbandonò le scuole dopo la 3^ elementare per cominciare a lavorare come garzone muratore e poi come fonditore. Poco più che diciottenne era già attivo militante anarchico e, nel dicembre 1909, in quanto organizzatore di una conferenza di Armando Borghi a Castel Maggiore dedicata a Francisco Ferrer e la scuola moderna, venne denunciato. Si trasferì a Bologna nel novembre 1911. Il 25 febbraio 1912 venne nominato componente della commissione esecutiva della Vecchia camera del lavoro bolognese, a guida sindacalista rivoluzionaria. Sempre nel 1912 Bonazzi fu nominato membro del comitato Pro vittime politiche, l'organizzazione anarchica per il soccorso ai perseguitati dalle autorità pubbliche.
Nell'autunno del 1914, all'interno dell'USI, Bonazzi si schierò, con Borghi in difesa della linea pacifista e contraria all'entrata dell'Italia in guerra. In quegli anni intensificò la collaborazione alla stampa anarchica e sindacalista e in particolare con Guerra di classe, l'organo ufficiale dell'USI. All'inizio del 1916 assunse la segreteria della CdL di Piacenza, sostituendo Borghi. Subito promosse una intensa attività nella città e nella provincia piacentina. Allo scopo di arrestarne l'attività, venne richiamato alle armi ed assegnato al 10º reggimento di artiglieria da fortezza di stanza a Piacenza. Successivamente, per qualche tempo, venne esonerato dal servizio militare e addetto quale fonditore nello stabilimento ausiliario delle Officine meccaniche piacentine. Nonostante la sorveglianza della polizia e le restrizioni continuò clandestinamente rapporti con le organizzazioni anarchiche locali e nazionali. Una volta scoperto il 23 dicembre 1916 venne inviato in zona di guerra dove restò fino alla fine della guerra.
Dopo il termine del conflitto, congedato dal servizio militare, divenne segretario generale della Vecchia camera del lavoro di Bologna e membro del comitato centrale dell'USI.
Partecipò al congresso dell'USI a Parma del 20-22 dicembre 1919 che segnò la ripresa postbellica dell'organizzazione. Negli anni del Biennio Rosso la provincia bolognese, come tante altre realtà italiane, è segnata da duri scontri sociali. Il 4 aprile 1920, con i cosegretari Pietro Comastri e Sigismondo Campagnoli, intervenne a una manifestazione, indetta dalla Vecchia CdL, a Decima di San Giovanni in Persiceto, per illustrare ai contadini e ai braccianti della zona il nuovo capitolato. Nel corso degli interventi la forza pubblica tentò d'interrompere gli oratori. Questo causò degli incidenti che furono repressi dal plotone di carabinieri presenti in loco a colpi di fucilate e baionetta. Nel massacro furono assassinati otto lavoratori mentre altri 35 rimasero feriti. Tra le vittime dell'eccidio anche il sindacalista Campagnoli. Nella serata del 20 ottobre 1920, assieme a numerosi altri componenti del consiglio generale dell'USI riunitosi a Bologna, venne arrestato e trattenuto per alcuni giorni.
Una volta che Borghi fu costretto a lasciare Bologna, Bonazzi divenne il vertice del movimento sindacale anarchico della città. Di conseguenza entrò sempre di più nel mirino dei fascisti. Nella notte del 1º giugno 1922, venne gravemente ferito a pugnalate da un gruppo di squadristi introdottisi in casa sua. Solo il proverbiale intervento della vecchia madre e della moglie Adalcisa Romagnoli, accorse in suo aiuto, gli salvò la vita. Ripresosi in poco tempo, espatriò e partecipò, con la delegazione anarchica italiana, alla conferenza internazionale sindacale rivoluzionaria che si svolse a Berlino dal 16 al 18 giugno 1922. 
A seguito delle continue persecuzioni fasciste, nel giugno 1923 Bonazzi si dimise da segretario della Vecchia camera del lavoro e riprese a lavorare come fonditore. Fu arrestato il 1º maggio 1925. Durante il ventennio fascista nonostante la costante vigilanza da parte delle autorità poliziesche in quanto ex-sindacalista e antifascista, mantenne i contatti con alcuni dei suoi vecchi compagni. Sul finire degli anni trenta si avvicinò al Partito Socialista.
Durante la guerra di Liberazione si unì alla Resistenza. In questo periodo contribuì alla ricostruzione della Camera confederale del lavoro di Bologna sulla base unitaria del patto di Roma. Con la sua partecipazione alla definizione dei programmi ed alla formazione degli organismi esecutivi che furono varati a partire dall'11 novembre 1944, la Vecchia camera del lavoro di Bologna e la componente sindacale anarco-rivoluzionaria si unirono a quelle socialcomuniste, guidate da Giuseppe Bentivogli del PSI e Paolo Betti del PCI, e a quella cattolica, guidata da Angelo Salizzoni della DC, confluendo nella Camera confederale del lavoro di Bologna aderente alla nuova Confederazione generale italiana del lavoro. Nello stesso tempo si iscrisse al PSI.
Il 21 aprile 1945, giorno della liberazione di Bologna, è nominato segretario della CGdL per il PSI. Nel luglio successivo entra nel direttivo nazionale della CGIL e in ottobre nel consiglio della Federazione sindacale mondiale. Nel marzo 1946 e nel maggio 1951 Bonazzi è eletto al consiglio comunale di Bologna. Nel PSI, dopo la scissione socialdemocratica del 1947, si schiera con l'ala autonomista e battendosi contro l'assorbimento del PSI ad opera del PCI. Nel 1951 è nominato presidente dell'Istituto Ortopedico Rizzoli. Durante il suo mandato diede il via ad un'importante opera di ristrutturazione organizzativa.